# Villahizán de Treviño
Villahizán de Treviño es una localidad española perteneciente al municipio burgalés de Villadiego, en la comunidad autónoma de Castilla y León. Se encuentra en la comarca de Odra-Pisuerga. En 2024, contaba con 73 habitantes. 
Eclesiásticamente pertenece al Arciprestazgo de Amaya.

## Geografía
Situado a 45 km al noroeste de Burgos y a 8 km al este de la capital del municipio, Villadiego, en la carretera BU-610, que comunica Sasamón con Sotresgudo, atravesando Villanueva de Odra. Se encuentra a medio camino entre las localidades de Villadiego y de Melgar de Fernamental, a 1,5 km de la carretera BU-601 que las une.
Bañada por el río Odra que nace al norte de Peña Amaya, cerca de Fuenteodra. Se ubica en su totalidad en la margen izquierda del Odra.

## Toponimia

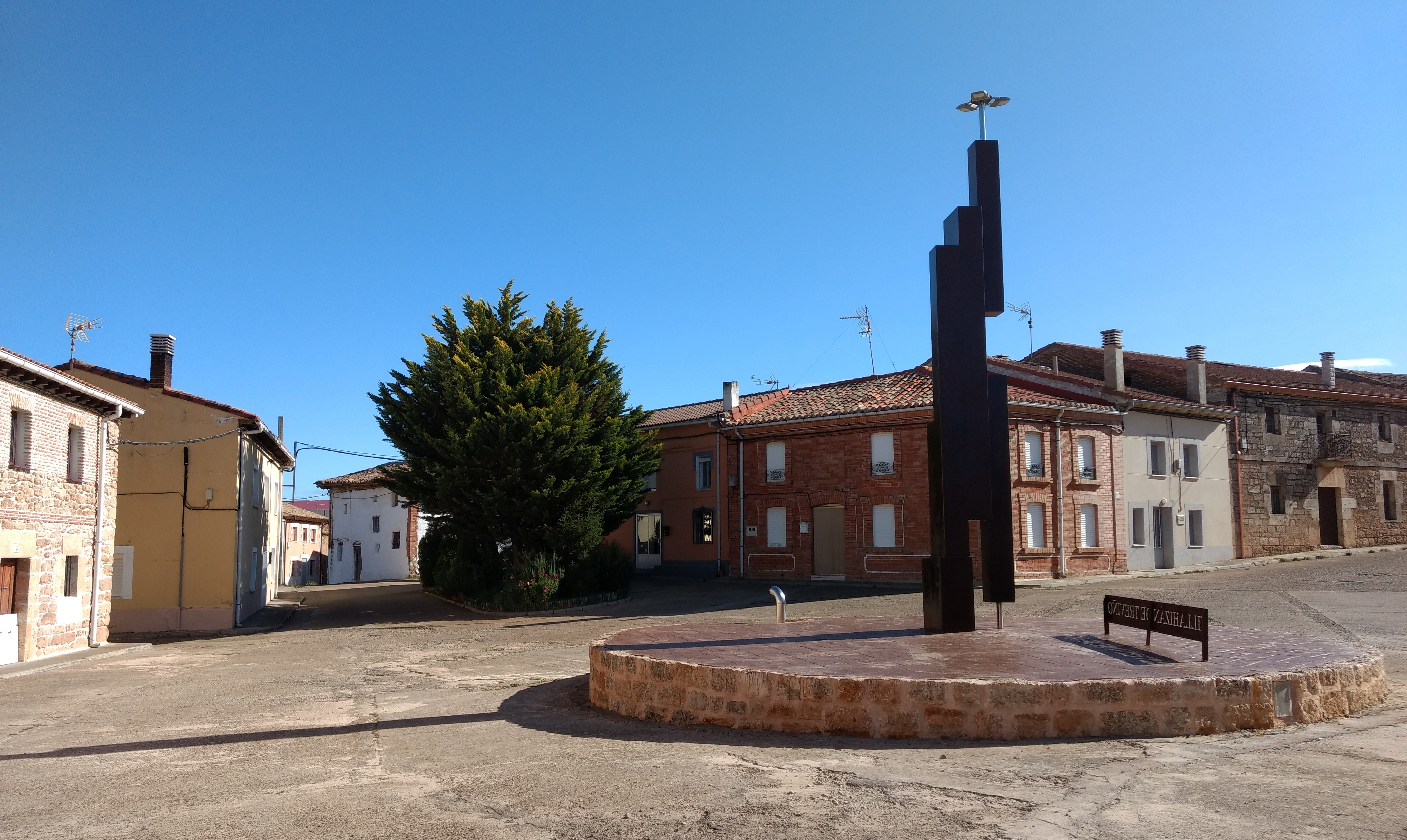
Plaza Mayor (2017)

Según Gonzalo Martínez Díez el nombre "Villahizán" haría referencia a un nombre de persona (antropónimo) de origen mozárabe (villa de Izán).
Respecto al apelativo «Treviño», la hipótesis más aceptada es que en el Alfoz de Treviño habrían confluido las fronteras de tres pueblos prerromanos (vacceos, turmogos y cántabros), en un, así llamado, »Trifinium» (tres confines), que en castellano es 'Treviño'.
Hasta el censo de 1857 su nombre oficial era «Villaizán». En ese año pasó a denominarse con su nombre actual, «Villahizán de Treviño».

## Historia

### Prehistoria
El yacimiento arqueológico de San Vicente es un enclave de habitación del Calcolítico y la Edad del Bronce antigua, con los conocidos como "campos de hoyos" meseteños, con inhumaciones en fosas. Fue excavado en 1994. Se ubica en una zona llana de vega en la margen derecha del río Odra. El yacimiento fue desmantelado por una extracción de áridos y posteriormente utilizado como escombrera.
En los términos de Onterios / Revilla, mirando al río Odra, hubo un enclave de habitación prehistórico, posiblemente del Calcolítico, en el que se ha hallado abundante material que lo acredita (cerámica a mano e industria lítica tallada en sílex).

### Época romana
En el enclave arqueológico de los términos de «Las Hazas / Las Hayas / Fuente el Río», en el nacimiento del arroyo de Fuenteunco y manantial de la Pradera, se localiza un yacimiento arqueológico romano de tipo villae, atribuible con seguridad a las épocas romanas altoimperial y tardorromana. A mediados del siglo XX fue objeto de una intervención arqueológica en la que se descubrieron mosaicos y unas posibles termas. Se han encontrado aras, terra sigillata hispánica y cerámica común, tégula e ímbrex, todo ello ampliamente referenciado en la bibliografía especializada.
En los términos de Onterios / Revilla, mirando al río Odra, hubo un enclave de habitación tardorromano acreditado por el hallazgo de abundantes restos constructivos (tégula, ímbrex, ladrillo macizo, bloques de argamasa) así como de cerámica común y sigillata.

### Edad Media
Formó parte del alfoz de Treviño desde la época de los Condes de Castilla, tal como figura en un documento fechado el 7 de julio de 1029, que lo llama «villa de Iççare» (in villa de Iccare mean portionem), nombre que haría referencia a un antropónimo de origen mozárabe.
Se le hace referencia en el siglo XI en las carta de arras del Cid bajo el nombre de «Villa Iszane de Trivinno».
En el Cartulario de Villamayor de Treviño, documento fechado en 1192, se hace referencia a un camino en una venta de una
tierra (illam terram que est iuxta viam que vadit a Villayçan). La vía iría desde Villamayor a Villahizán de Treviño.
Aparecen citado como lugar de origen de dos personas citadas en el códice del monasterio de San Miguel de Villamayor de Treviño, de 1203, en el que se le cita como «Uillaysçan» y como «Uillayscan».
En 1184 el prior del Hospital de la Orden de San Juan de Jerusalén hizo entrega a Pedro Rodríguez y su mujer de los bienes que la Orden tenía en esta zona, incluido en Villahizán.
En el siglo XIII se le cita en varios documentos relacionados con el cercano monasterio de Villamayor de Treviño. Pasa luego a depender de la Tovar y, así, a mediados del siglo XIV, sus vecinos eran vasallos de los hijos de Rodrigo Fernández de Tovar.
Aparece en el Libro Becerro de las Behetrías, de 1352, y es citado como «Villa Yçan».

### Edad Moderna y Contemporánea

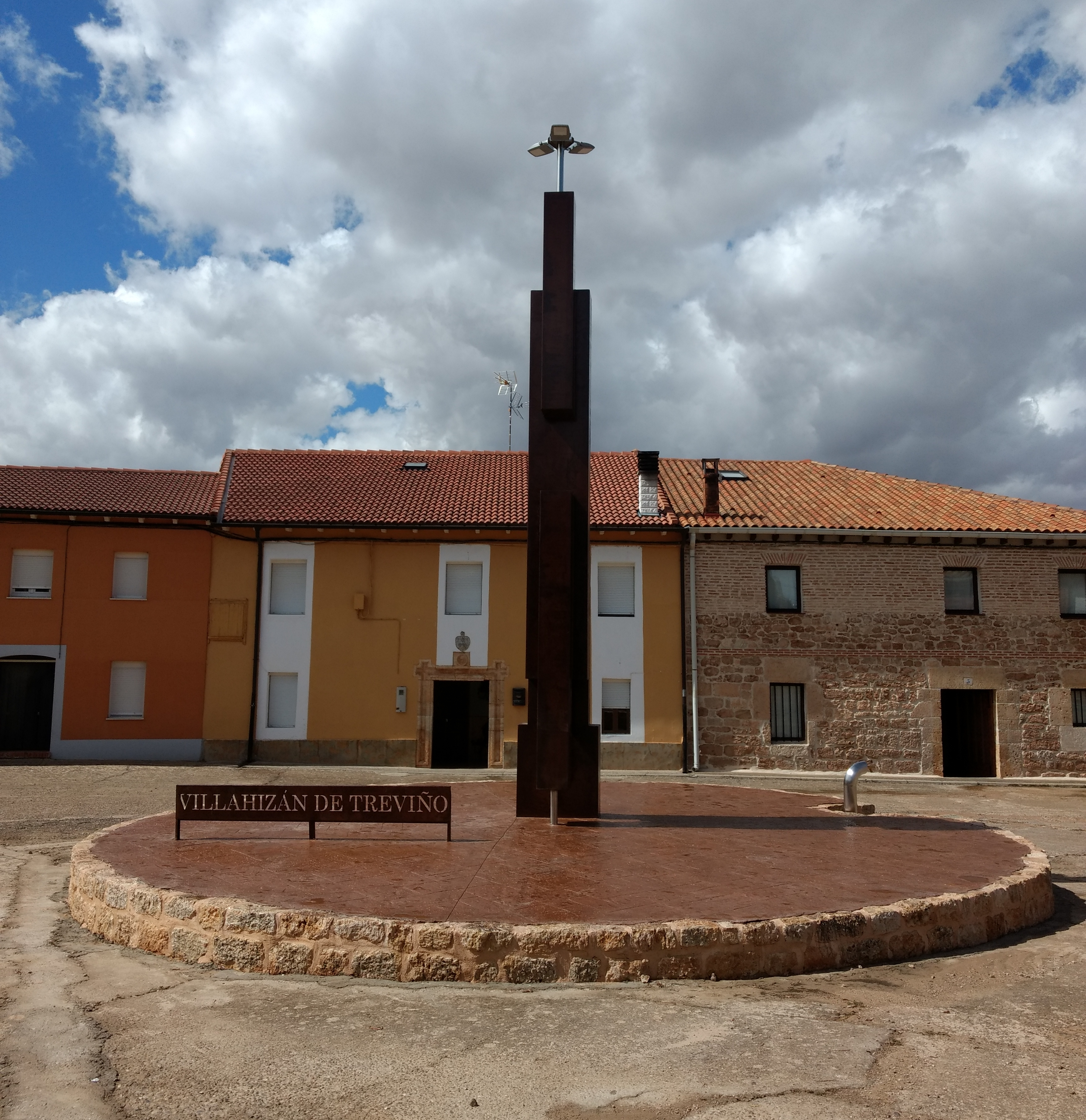
Monumento de la plaza Mayor

Lugar que formaba parte de la Cuadrilla de Odra, recibiendo en nombre de «Villayzán» en el Partido de Villadiego, uno de los catorce que formaban la Intendencia de Burgos. Durante el periodo comprendido entre 1785 y 1833, tal como detalla el Censo de Floridablanca de 1787, consta que era jurisdicción de señorío secular, siendo su titular el Duque de Frías, quien nombraba alcalde pedáneo a propuesta del alcalde mayor de Villadiego (a prevención de).

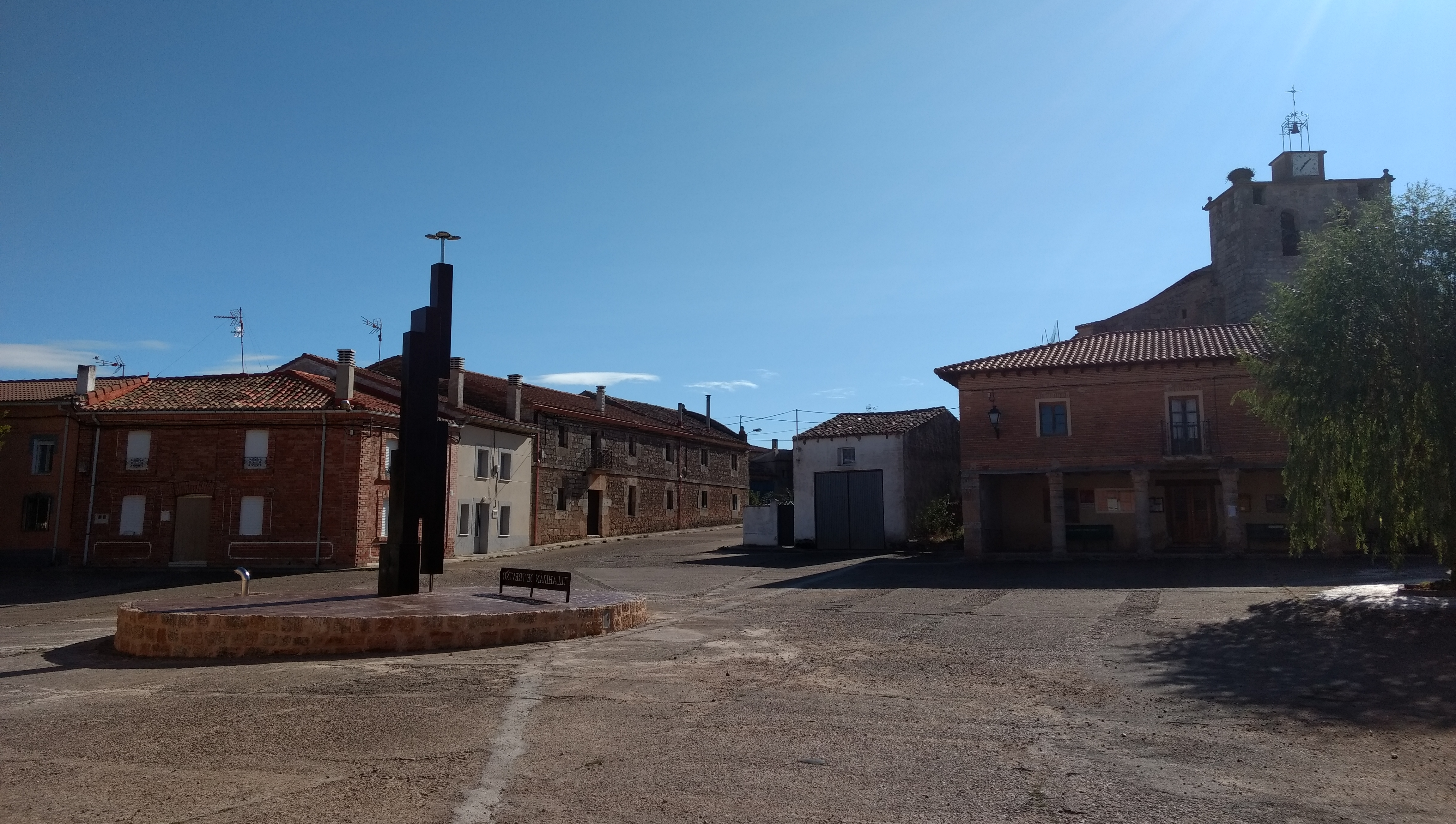
La plaza Mayor y la casa consistorial en el año 2017

Antiguo municipio de Castilla la Vieja en el partido de Villadiego.
En el censo de la matrícula catastral contaba con 60 hogares y 194 vecinos, en aquel entonces se denominaba «Villaizán».
En el decimosexto volumen del Diccionario geográfico-estadístico-histórico de España y sus posesiones de Ultramar (1850) de Pascual Madoz se recoge lo siguiente sobre Villahizán de Treviño:

Lugar con ayuntamiento, en la provincia, audiencia territorial, capitanía general y diócesis de Burgos (a 7 leguas). Partido judicial de Villadiego. Situado en llano. Tiene 90 casas, un hospital titulado de San Juan, escuela de instrucción primaria común a ambos sexos. Dos iglesias parroquiales (San Martín y la Asunción de Nuestra Señora), la primera servida por un cura párroco y la segunda por dos. En un extremo de la población se halla la ermita de San Roque y a 1/4 de legua se halla la ermita de San Vicente. El término confina al norte con Villanueva de Odra, al este con Villegas y Villamorón, al sur con Sordillos y al oeste con las granjas de Villamayor, que pertenecieron al convento de San Miguel de Treviño; en él se hallaba la granja de Torcipera, propia del Hospital del Rey, cuyas casas y ermita fueron demolidas en el año 1840 por estar ruinosas. El término es de mediana calidad. Le cruzan varios riachuelos que se unen en el término y sobre los cuales hay dos puentes de piedra y uno de madera. Hay caminos locales de herradura, y uno que llaman real, que conduce de Villadiego a Melgar y a Palencia. El correo se recibe de Villadiego los jueves y domingos y se despacha los martes y viernes, Producciones: cereales, legumbres, patatas, vino y hortalizas; cría ganado lanar, mular y vacuno. Caza de liebres, perdices y codornices. Pesca de anguilas y barbos, Población: 60 vecinos con 194 habitantes. Contribución: 5 768 reales con 25 maravedíes.

En 1978 el municipio de Villahizán de Treviño se extingue y su territorio se incorpora al municipio de Villadiego y Villahizán se constituye como entidad local menor. Oficialmente dicha extinción se publica el 28 de marzo de 1978. Tenía entonces una extensión superficial de 2 131 hectáreas, con 93 hogares y 307 habitantes.

## Demografía
| Gráfica de evolución demográfica de Villahizán de Treviño entre 1842 y 1970 |
| |
| Población de derecho según los censos de población del INE Población de hecho según los censos de población del INEEn este censo se denominaba Villaizán: 1842. Entre el censo de 1981 y el anterior, este municipio desaparece porque se integra en el municipio Villadiego. |

### Despoblados
San Felices Sobre la vega del río Cordero y sus laderas. Fue un enclave de habitación pleno y bajomedieval, que aparece citado en 1144. Gran presencia de materiales constructivos, una posible necrópolis y cerámica a torno.
Santa Leocadia La tradición oral ubica aquí la desaparecida ermita de Santa Leocadia la existencia de necrópolis. Es un posible enclave de habitación pleno y bajomedieval situado en la confluencia de los arroyos del Cárcavo y el de Poza. El enclave está acreditado por la presencia de cerámica hecha a torno, restos óseos humanos y materiales constructivos (tejas curvas y sillarejo de caliza y conglomerado), si bien su zona de dispersión es pequeña.

## Cultura

### Patrimonio

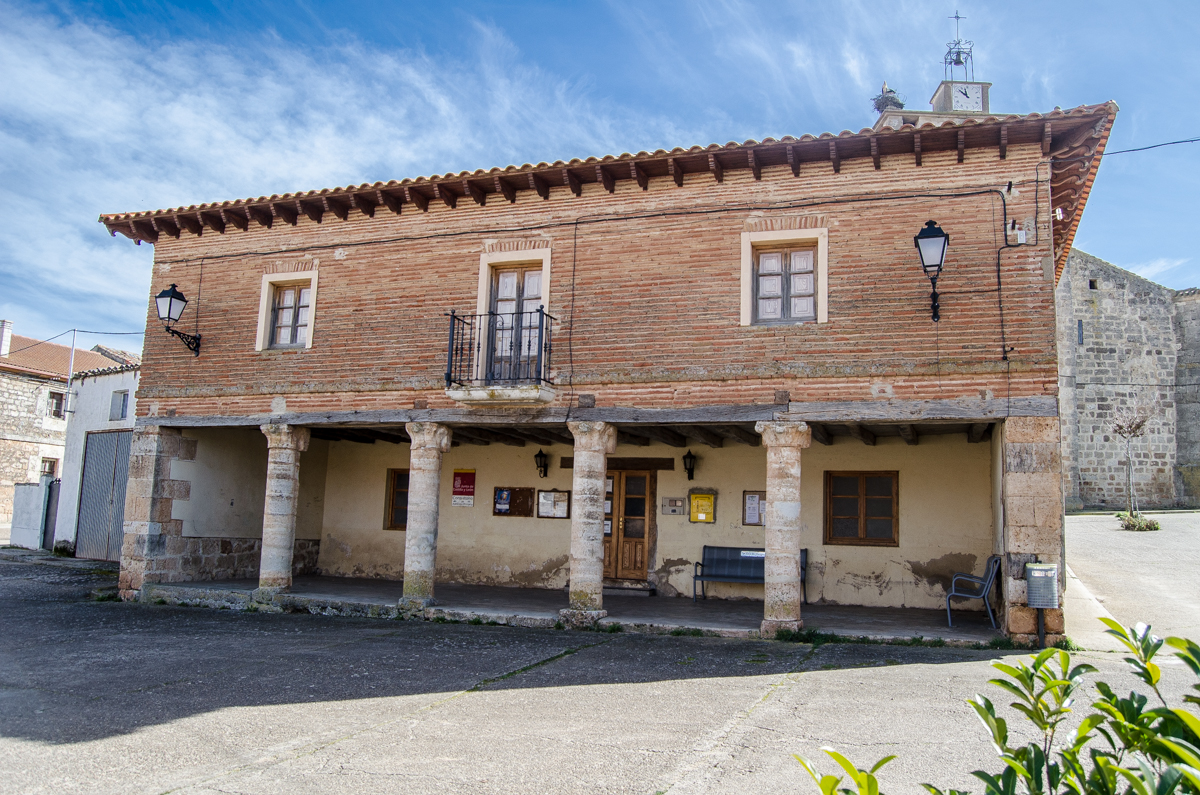
Casa consistorial

Iglesia de San Martín de Tours
Joya del románico. En ruinas. El primitivo edificio románico del siglo XII tenía una nave, un ábside semicircular y una torre. En el siglo XVI se amplió a tres naves, quedando solo del original la capilla mayor y la torre. Se ubica en el barrio de su mismo nombre, que se extendía en la vega situada al suroeste, y del que fue iglesia parroquial hasta 1876. La techumbre y parte de las paredes se hundieron en 1988. Interesantes algunos canecillos (de temática variada a base de animales, figuras humanas, bustos, vegetales,...), la ventana del testero, la portada con arquivoltas, capiteles decorados y el guardapolvo ajedrezado. Es visible la cabecera románica (2014). La portada es neoclásica y en su parte central tiene un escudo cardenalicio.
Dado su lastimoso estado de conservación, este monumento ha sido incluido en la Lista roja de patrimonio en peligro de la asociación para la defensa del patrimonio Hispania Nostra. Parte de su piedra ha sido reutilizada en construcciones particulares.
Iglesia de Nuestra Señora de la Asunción Iglesia parroquial en la actualidad (2014). Céntrica. Románica tardía (fines del siglo XII) con modificaciones posteriores. Por los restos que quedan debió ser una iglesia románica con tres naves y tres ábsides. En el siglo XVI fue intensamente transformada. Se respetó uno de los ábsides, transformado en sacristía. Destaca como elemento singular la ventana abierta en un contrafuerte de este ábside. Restan también de su pasado románico algunos pilares internos, parte del muro sur con sus dos portadas románicas y algunos canecillos.

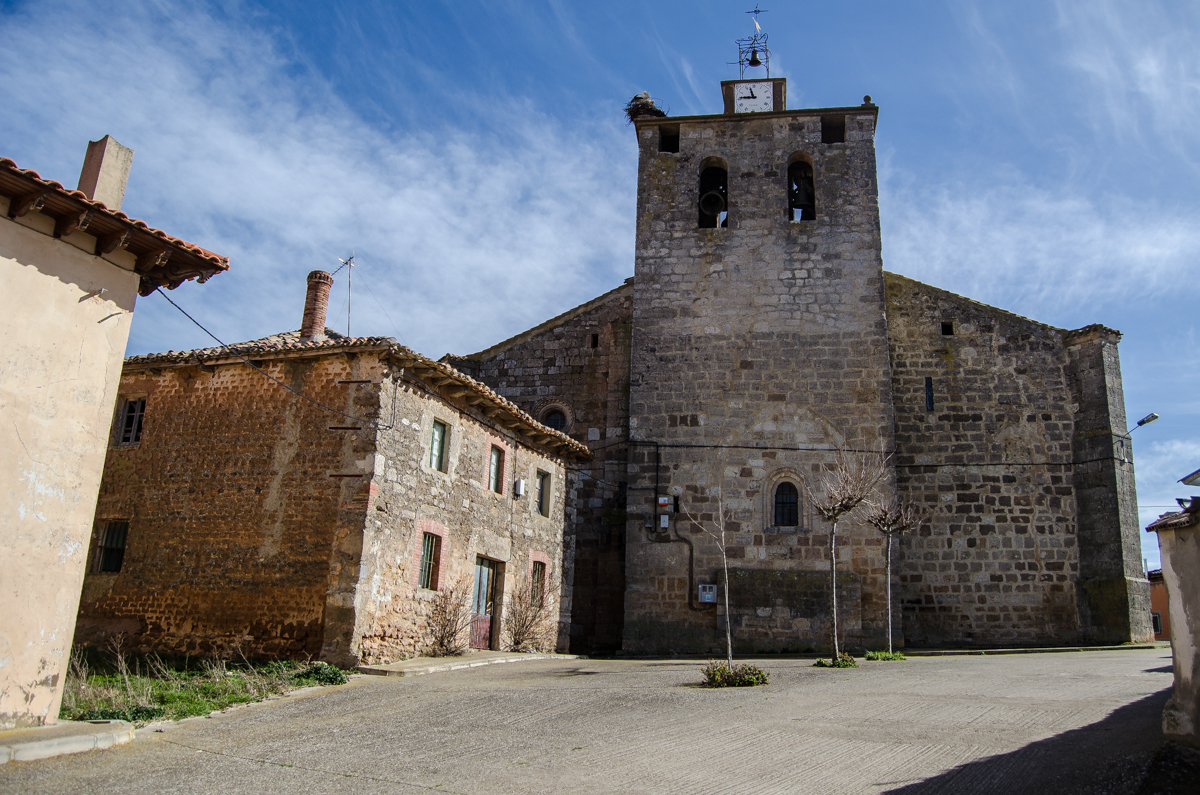
Iglesia de la Asunción
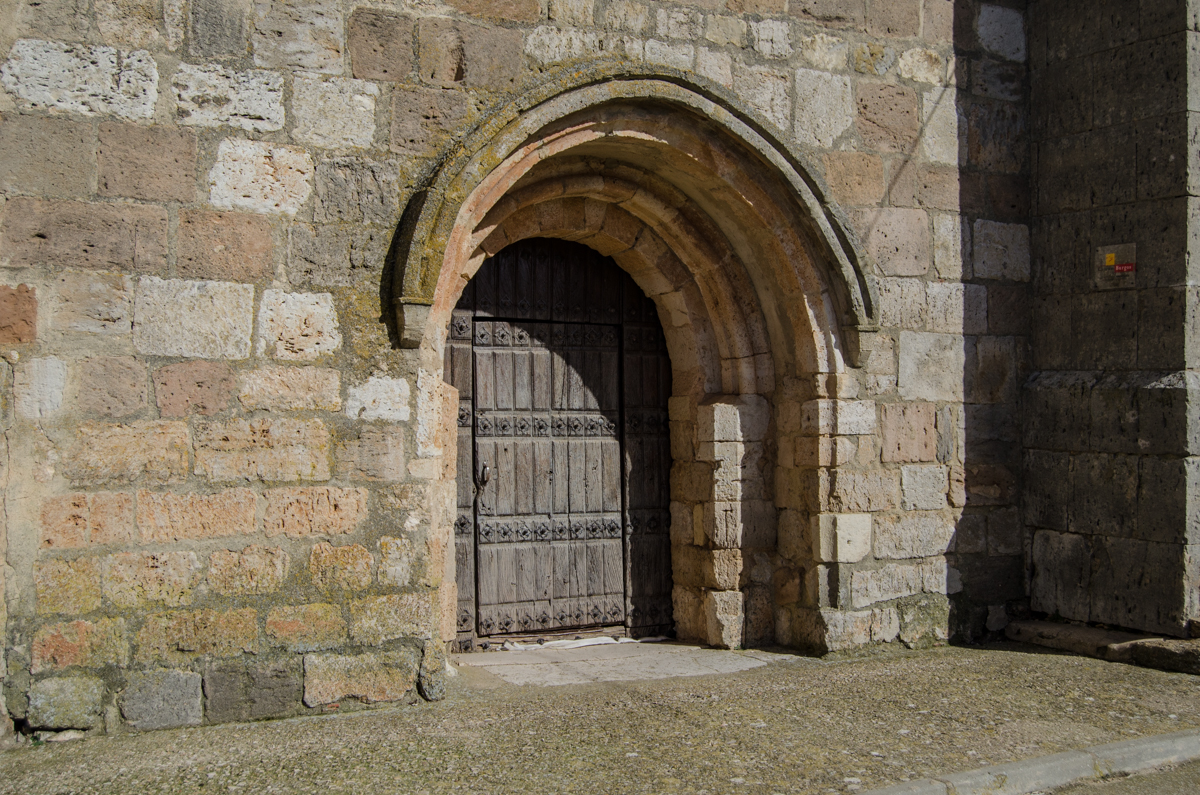
Iglesia de la Asunción
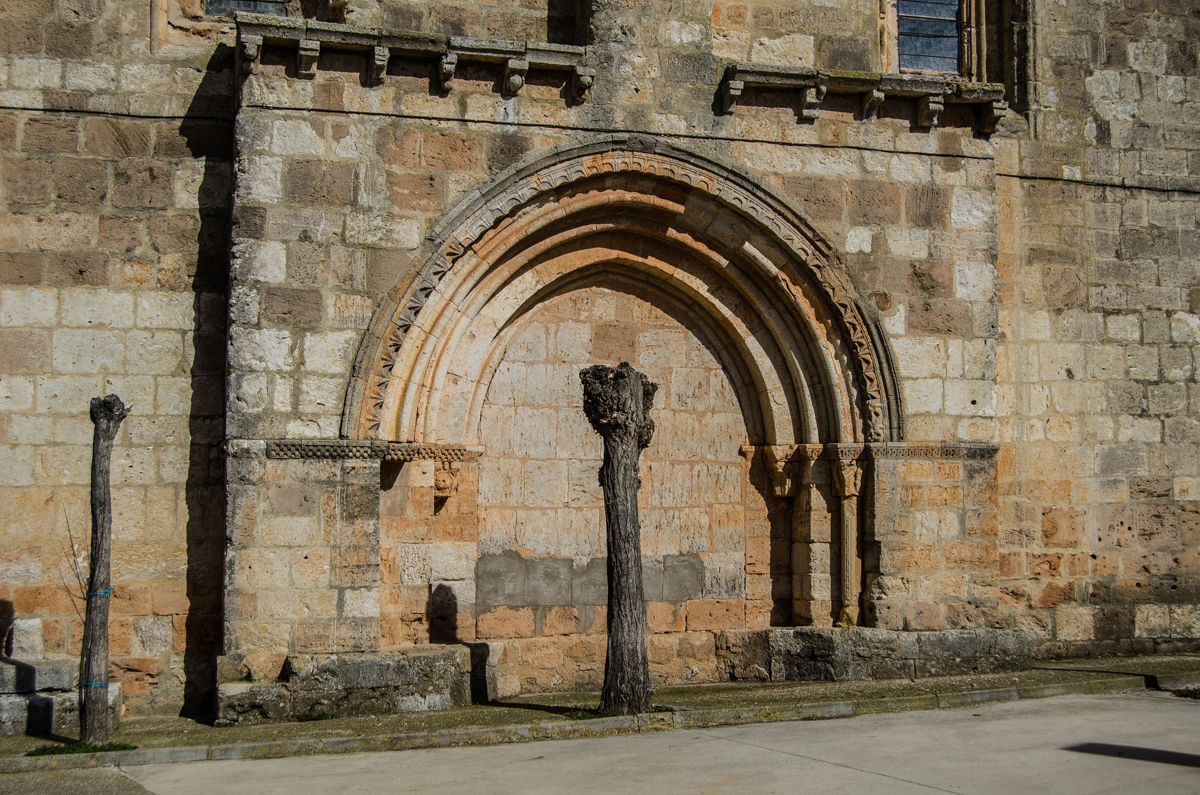
Iglesia de la Asunción
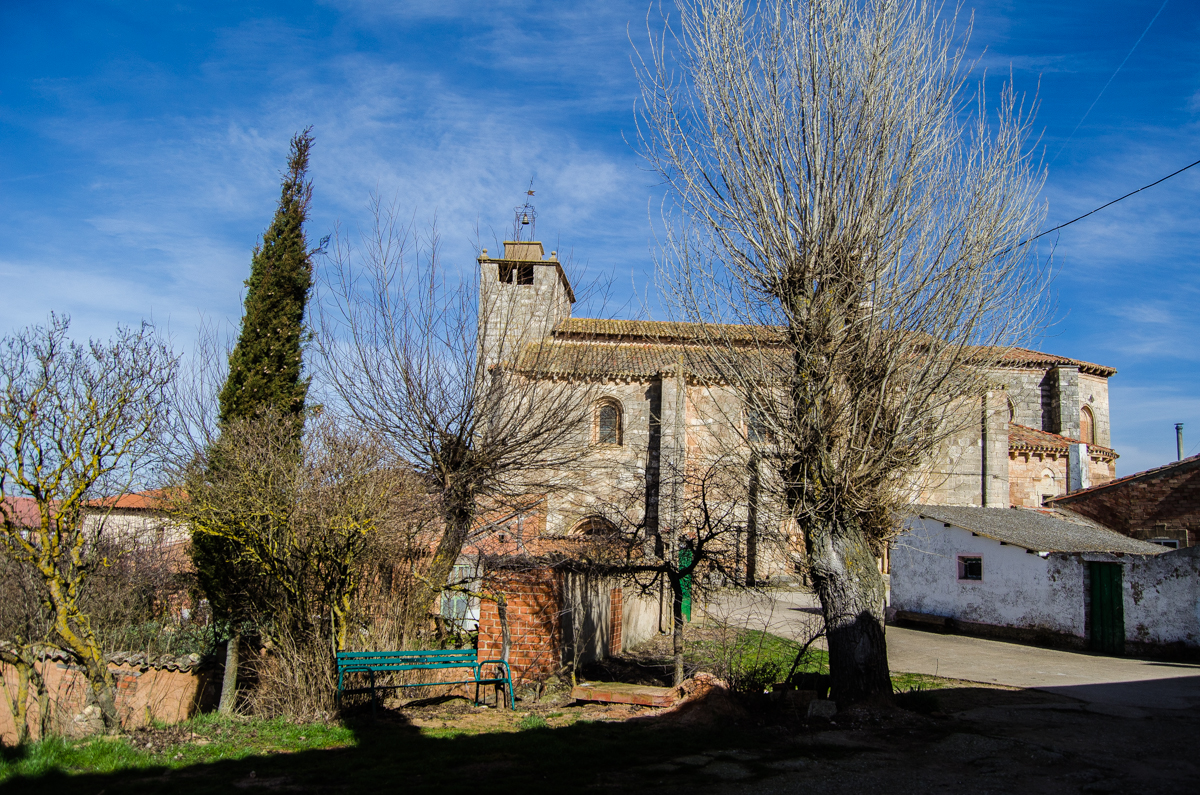
Iglesia de la Asunción
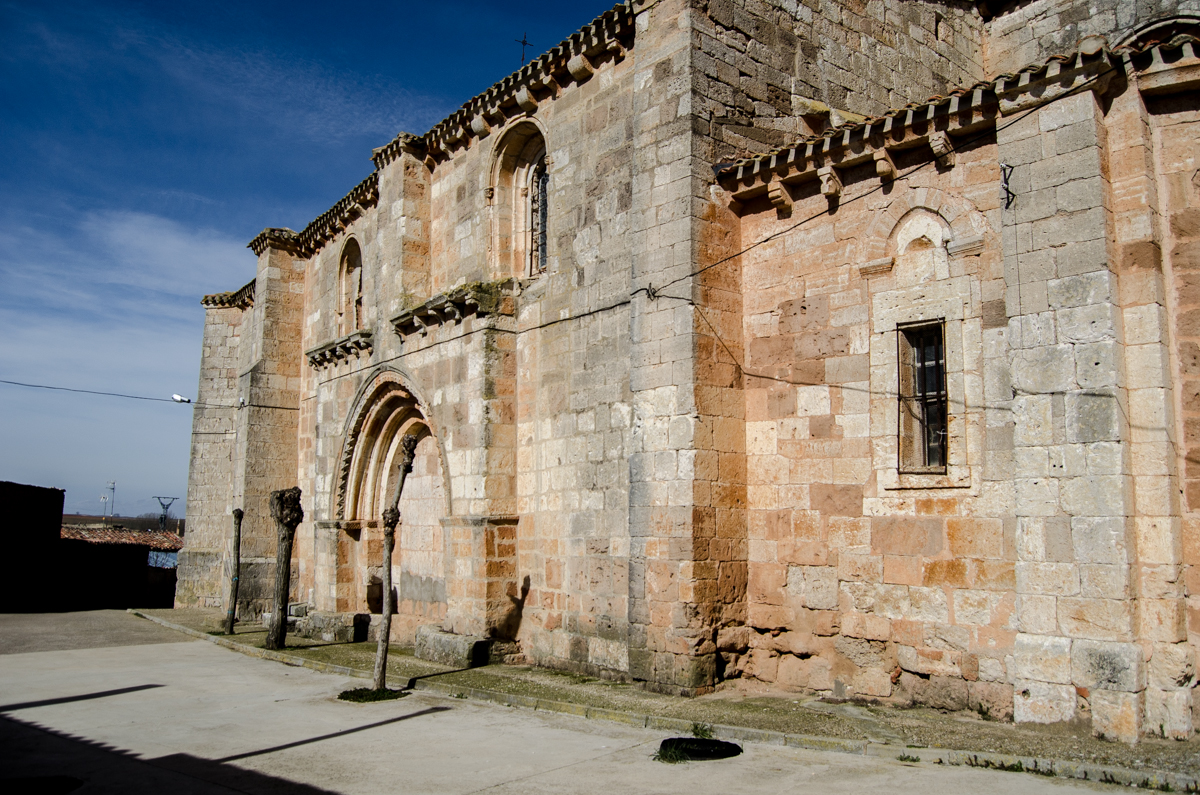
Iglesia de la Asunción
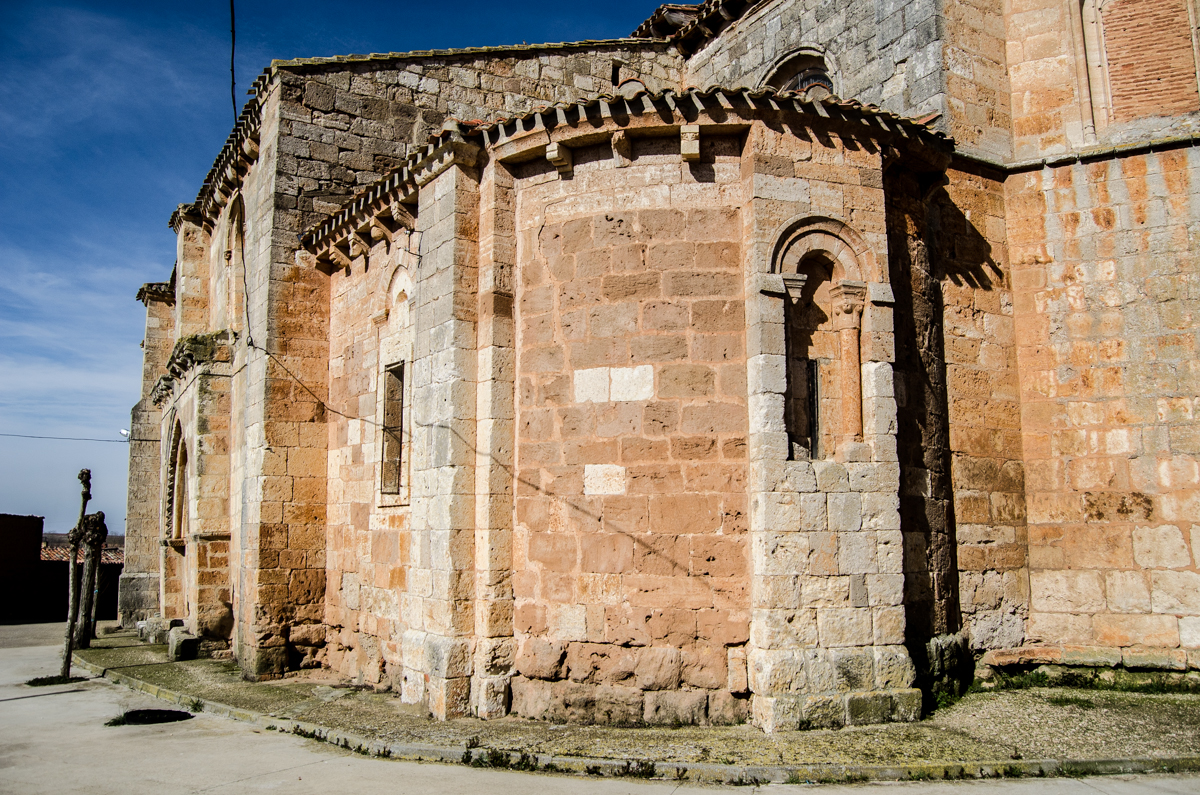
Véase la ventana abierta en el contrafuerte del ábside

Casa consistorial en el pórtico conserva cuatro columnas tardorrománicas con capiteles reutilizados. Procede, según la tradición local, del desaparecido convento premostratense de San Miguel de Villamayor de Treviño, lo que no consta documentalmente.
Ermita de San Roque bien conservada. Planta rectangular. A base de sillarejo de arenisca y caliza, con ladrillo en intervenciones posteriores y sillares en las esquinas. Fachada de sillería con espadaña de ladrillo.
Antigua casa del maestro la tradición oral la identifica con un hospital, tal vez del de San Juan que cita Madoz. Situada junto a la antigua escuela, en la confluencia de la travesía de San Vicente con la calle Puerta. El edificio se ajusta a los patrones constructivos tradicionales de la comarca y parece posterior al siglo XVIII.
Puenterrando sobre el río Odra. De dos arcos de medio punto de sillares de caliza y arenisca bien encuadrados. Contrafuerte mirando aguas abajo y tajamar aguas arriba.
Río Odra
Microhumedales
Tojos
Coto de CazaNúmero BU-10.082
Ruta BTT Riberas del OdraSeñalizada. 33,3 km. Desnivel acumulado 310 m.